# Angerkogel
Der Angerkogel ist ein 2114 m ü. A. hoher Berg im steirischen Teil des Toten Gebirges. Er bildet die höchste Erhebung des Plateaus der Hochangern und fällt nach allen Seiten sanft ab. Im Winter ist der Gipfel ein beliebtes Ziel einer Skitour. Am Gipfel befindet sich ein Gipfelkreuz mit Gipfelbuch. 

## Aufstieg
Markierte Anstiege:
- Weg 217 von der Hinteregger Alm über den Nazogl zum Gipfel
- Weg 287 von der Hinteregger Alm über das Aipl zum Gipfel